# Панинськ
Па́нинськ (рос. Панинськ) — селище у складі Кемеровського округу Кемеровської області, Росія.
Стара назва — Панинськ-Білоусовка.

## Населення
Населення — 8 осіб (2010; 7 у 2002).
Національний склад (станом на 2002 рік):
- росіяни — 57 %